# Thalkirchen-Obersendling-Forstenried-Fürstenried-Solln
Thalkirchen-Obersendling-Forstenried-Fürstenried-Solln is een stadsdeel (Duits: Stadtbezirk) van de Duitse stad München, hoofdstad van de deelstaat Beieren. Het district ligt in het uiterste zuiden van de gemeente München en wordt ook aangeduid als Stadtbezirk 19. Bij de districtsherverdeling van 1992 kwam het stadsdeel tot stand uit de fusie van meerdere kleinere Stadtbezirke en wijken.
Eind 2018 woonden er in het 17,76 km² grote Stadtbezirk 96.714 inwoners.
In Stadtbezirk 19 bevindt zich de zogenaamde Balde-Höhe, een heuvel op het terrein van Kloster Warnberg met een hoogte van 579 m NN. De Balde-Höhe is daarmee het hoogste punt van de stad München. Het stadsdeel biedt plaats aan natuurzones of grenst eraan, (Isartal, het Sendlinger Wald en Südpark, Siemenswäldchen, het Forstenrieder Park in gemeentevrij gebied, het nationaal bekende Waldfriedhof in Hadern). Het stadsdeel bestaat uit vijf duidelijk gescheiden plaatsen of wijken, Thalkirchen, Obersendling, Forstenried, Fürstenried en Solln. De Heilig Kruiskerk is een bedevaartsoord in Forstenried.
Het Stadtbezirk grenst in het noorden aan de Bezirke Hadern, Sendling-West Park en Sendling en in het oosten over de Isar aan het stadsdeel Untergiesing-Harlaching. In het zuiden en westen vormt het district de stadsgrens van München, grenzend aan de gemeente Pullach im Isartal, het gemeentevrije gebied van het Forstenrieder Park en in het westen de gemeente Neuried.
Van 1964-1991 verbond een tramlijn het stadsdeel met het centrum, eerst lijn 8 maar sinds 1975 lijn 16 en op Am Harras aansloot op de U-Bahn. Het stadsdeel wordt sinds 1989 doorkruist door de metrolijn U3. Thalkirchen wordt door de U-Bahn van München ontsloten met het metrostation Thalkirchen, Obersendling door de stations Obersendling, Aidenbachstraße en Machtlfinger Straße, Forstenried met de stations Forstenrieder Allee. In 1991 werden de stations Basler Straße en in Fürstenried het station Fürstenried West geopend waarbij de tram verdween. Solln is de enige van de vijf plaatsen zonder metrostation(s) maar heeft wel een 
S-Bahn station evenals Obersendling.
Allach-Untermenzing · 
Altstadt-Lehel · 
Au-Haidhausen · 
Aubing-Lochhausen-Langwied · 
Berg am Laim · 
Bogenhausen · 
Feldmoching-Hasenbergl · 
Hadern · 
Laim · 
Ludwigsvorstadt-Isarvorstadt · 
Maxvorstadt · 
Milbertshofen-Am Hart · 
Moosach · 
Neuhausen-Nymphenburg · 
Obergiesing-Fasangarten · 
Pasing-Obermenzing · 
Ramersdorf-Perlach · 
Schwabing-Freimann · 
Schwabing-West · 
Schwanthalerhöhe · 
Sendling · 
Sendling-Westpark · 
Thalkirchen-Obersendling-Forstenried-Fürstenried-Solln · 
Trudering-Riem · 
Untergiesing-Harlaching